# Mai 2002

## Mercredi1ermai 2002
- En France :
  - À Paris, à l'occasion du défilé pour la fête de Jeanne d'Arc, le Front national réunit autour de Jean-Marie Le Pen, entre 10 000 et 100 000 personnes. Il fustige Jacques Chirac présenté comme « le parrain des clans qui mettent en coupe réglée le pays ».
  - Dans tout le pays plus d'un million et demi de manifestants (dont 400 000 à Paris) contre la présence du Front national au deuxième tour de la présidentielle.
- Attentat à la voiture piégée à Madrid, devant le stade du Real quelques heures avant un match : 9 civils innocents blessés[1].

## Jeudi2 mai 2002
- Aux États-Unis, la Chambre des représentants vote, à l'initiative de la Maison-Blanche, un programme de subventions aux agriculteurs américains, d'un montant de 190 milliards de dollars, sur 10 années. Ce programme suscite une vive réaction de l'Union européenne, car déjà en avril, les États-Unis avaient imposé des droits de douane sur l'acier européen.
- Israël-Palestine :
  - Le secrétaire général de l'ONU, Kofi Annan, annonce la dissolution de la mission d'information sur les évènements de Jénine en Cisjordanie.
  - Transfert dans une prison de Jéricho, sous la garde de soldats américains et britanniques, des six palestiniens impliqués dans l'assassinat du ministre israélien du Tourisme, Rehavam Zeevi.
  - Dans la nuit, Tsahal lève le blocus établi autour du QG de Yasser Arafat à Ramallah, puis se retire de la ville.
- En Espagne, les squatteurs célèbrent la réappropriation du Can Masdeu après 3 ans de combat avec la police nationale espagnole. Elle est l'un des rares cas de non-éviction d'un groupe de squatteurs dans notre histoire récente.

## Vendredi3 mai 2002
- En Europe :
  - Sortie de la console de jeux vidéo Game Cube, de Nintendo.

## Samedi4 mai 2002
- L'Olympique lyonnais est sacré Champion de France de football de 1re division pour la première fois de son histoire. En battant le RC Lens 3 buts à 1 au stade Gerland, l'OL décroche sa première couronne.

## Dimanche5 mai 2002
- En France :
  - Deuxième tour de l'élection présidentielle. Abstention 20,29 % ; blancs ou nuls 5,38 % ; Jacques Chirac élu avec 82,21 % ; Jean-Marie Le Pen 17,79 %.
- Après 10 jours passés à bord d'une capsule Soyouz, le milliardaire sud-africain de 28 ans Mark Shuttleworth revient sur terre en atterrissant dans le désert au Kazakhstan.

## Lundi6 mai 2002
- Démission du Premier ministre Lionel Jospin. Le président Jacques Chirac[2] charge Jean-Pierre Raffarin, sénateur de la Vienne et président Démocratie libérale de la région Poitou-Charentes, de former le nouveau gouvernement de transition.
- Aux Pays-Bas, assassinat à Hilversum du leader populiste Pim Fortuyn, dont la liste, selon les sondages, devait s'imposer comme la deuxième force politique du pays aux législatives du 15 mai.
  - Le meurtrier, Volkert Van der Graaf, un écologiste radical, est arrêté peu après.
  - Le 10, à Rotterdam, obsèques de Pim Fortuyn, en présence de plusieurs milliers de personnes.
- En Birmanie, après dix-neuf longs mois de résidence surveillée, la dissidente Aung San Suu Kyi, recouvre une liberté « sans condition ».

## Mardi7 mai 2002
- Attentat-suicide à Rishon-le-Zion près de Tel-Aviv : 16 morts. Le premier ministre Ariel Sharon rentre précipitamment de sa cinquième visite officielle aux États-Unis.

## Mercredi8 mai 2002
- En France, formation et présentation du nouveau gouvernement français par le premier ministre Jean-Pierre Raffarin. Principaux ministres : Nicolas Sarkozy (Sécurité intérieure), Dominique Perben (Justice), Michèle Alliot-Marie (Défense), Dominique de Villepin (Affaires étrangères), Francis Mer (Économie), Luc Ferry (Éducation nationale).
- Au Pakistan, attentat-suicide à la voiture piégée contre un autobus de la marine pakistanaise devant l'hôtel Sheraton de Karachi : 14 morts dont 11 ingénieurs et techniciens français de la DCN (Direction des constructions navales) et 12 blessés français.
  - La piste d'Al-Qaïda est privilégiée officiellement, mais il n'est pas impossible que l'attentat soit une mesure de rétorsion du Pakistan après que Jacques Chirac, élu en 1995, a refusé de continuer à payer des commissions occultes sur des ventes d'armes opérées sous Edouard Balladur[3].
  - Le président Jacques Chirac envoie sur place la nouvelle ministre de la défense Michèle Alliot-Marie qui effectue un court aller-retour.
  - Le 9, rapatriement de 12 blessés français.
  - Le 12, rapatriement des corps des 11 français tués.

## Jeudi9 mai 2002
Kaspiysk au Daguestan, république russe du Caucase, frontalière de la Tchétchénie : Attentat sanglant le jour fête de la victoire commémorant la fin de la seconde guerre mondiale, le bilan est effroyable , le plus meurtrier en Russie depuis deux ans: 39 morts dont 13 enfants et 150 blessés dont une dizaine serait dans un état critique. Avec une précision d’horloger, les auteurs de cet attentat ont fait coïncider l’explosion de leur engin avec le discours de Vladimir Poutine sur la Place Rouge à Moscou.

## Vendredi10 mai 2002
- En France :
  - Premier conseil des ministres du nouveau gouvernement.
    - Le président Jacques Chirac gracie l'ancien député communiste Maxime Gremetz condamné en septembre 2000 à 2 ans de privation des droits civiques et d'inéligibilité pour avoir en avril 1998, forcé avec sa voiture le cordon de sécurité protégeant un chapiteau, dans la banlieue d'Amiens, où se tenait une cérémonie officielle, présidée par le président UDF du Conseil régional de Picardie, Charles Baur, et d'avoir frappé le préfet et plusieurs policiers. Charles Baur était coupable à ses yeux, d'avoir accepté les voix du Front national pour se faire élire à la présidence de la région picarde.

  - Décès à Paris du comédien et réalisateur Yves Robert à l'âge de 82 ans.
- Tsahal lève le siège, commencé le 2 avril, de la basilique de la Nativité à Bethléem. 13 des palestiniens réfugiés dans le sanctuaire sont évacués vers Chypre, 6 autres sont transférés à Gaza où ils sont accueillis en héros.

## Samedi11 mai 2002
- Au stade de France à Saint-Denis, avant le coup d'envoi de la finale de la Coupe de France de football entre Lorient et Bastia, quelques supporters bastiais sifflent La Marseillaise en présence du président de la République qui quitte la tribune, exige des excuses du président de la FFF, déclare à TF1 « c'est inadmissible et inacceptable... », puis regagne sa place.

## Dimanche12 mai 2002
- À Cuba, visite de l'ancien président des États-Unis Jimmy Carter qui est le premier haut dignitaire américain à être reçu depuis la révolution de 1959.
- En Israël, Le Likoud adopte, contre l'avis d'Ariel Sharon, une motion hostile à la création d'un État palestinien.
- Au Kazakhstan, le toit d'un hangar abritant la navette russe Bourane s'effondre tuant 8 ouvriers et détruisant complètement la navette.
- Formule 1 : Grand Prix automobile d'Autriche.

## Lundi13 mai 2002
- À Cherbourg en France, hommage national aux victimes de l'attentat de Karachi réunissant plus de dix mille personnes autour de Jacques Chirac, Jean-Pierre Raffarin et Michèle Alliot-Marie.
- En réaction au programme de subventions de l'agriculture américaine, l'Union européenne rend public une liste de produits américains qu'elle menace de surtaxer.
- Yasser Arafat sort de Ramallah, pour la première fois depuis décembre 2001, et se rend à Bethléem, Jénine et Naplouse.

## Mardi14 mai 2002
- Au Jammu-et-Cachemire dans l'Inde du nord, des séparatistes islamistes cachemiris ouvrent le feu sur un autobus et tuant 27 passagers, puis attaquent un camp militaire indien et tuent 3 soldats avant d'être eux-mêmes abattus.
- Élection de Ahmad Tejan Kabbah, comme président de la Sierra Leone, avec 70,6 % des voix.

## Mercredi15 mai 2002
- Du 15 au 26 mai, 55e Festival de Cannes.
  - Palme d'or au film « Le Pianiste » du franco-polonais Roman Polanski.
  - Grand prix au film « L'homme sans passé » du finlandais Aki Kaurismäki.
- Élections législatives aux Pays-Bas, les chrétiens-démocrates obtiennent 43 sièges, alors que le parti populiste de Pim Fortuyn, récemment assassiné, font une percée remarquable avec 26 sièges.
- Selon la télévision CBS, les services de la CIA et du FBI, auraient fait état, au cours de l'été 2001, de menaces de détournement d'avions par des hommes d'Oussama ben Laden, et de la présence d'élèves suspects, dans plusieurs écoles de pilotage.

## Jeudi16 mai 2002
- La chambre des députés belge adopte une loi autorisant, sous conditions, l'euthanasie.
- Le porte-parole de la Maison-Blanche, Ari Fleisher confirme l'existence d'une note de la CIA, datée d'août, et dont la conseillère à la sécurité Condoleezza Rice affirme qu'elle était seulement un « rapport analytique » général. Les démocrates du Congrès demandent une enquête.

## Vendredi17 mai 2002
- Le 17 et 18 mai, à Madrid, 2e sommet entre les représentants de l'Union européenne et ceux de trente-trois États latino-américains (excepté Cuba). Le président vénézuélien Hugo Chávez déclare : « Nous, les chefs d'État, allons de sommet en sommet, et les peuples d'abîme et abîme ».
- Élections législatives en Irlande, remportée par le Fianna Fáil du premier ministre Bertie Ahern avec 80 sièges sur 165. Le Sinn Féin, la branche politique de l'IRA provisoire, du nord-irlandais Gerry Adams fait une percée spectaculaire, triple le nombre de ses voix et passe de 1 à 5 sièges.

## Samedi18 mai 2002
- Selon un responsable d'Al-Qaeda, Abdel Azim el-Mouhajar, dans une déclaration publiée par le quotidien arabe Asharq al-Awsat, l'auteur de l'attentat-suicide du 11 avril dernier contre la synagogue de la Ghriba à Djerba (Tunisie) appartient au réseau d'Oussama ben Laden, et d'autre part se prépare une nouvelle frappe contre les américains.
- L'Union européenne accepte de recevoir 13 des Palestiniens, preneurs d'otage, de la basilique de la Nativité à Bethléem en Cisjordanie : 3 en Italie et en Espagne, 2 en Grèce et en Irlande, 1 en Belgique, au Portugal et à Chypre.
- À la suite de l'attaque du 14 mai, le gouvernement indien expulse l'ambassadeur du Pakistan à New Delhi.

## Dimanche19 mai 2002
- Le vice-président américain Dick Cheney annonce qu'une nouvelle attaque d'Al-Qaïda est « pratiquement une certitude ».
- Attentat-suicide palestinien sur un marché de Netanya au nord de Tel-Aviv : 3 israéliens tués et une cinquantaine de blessés.

## Lundi20 mai 2002
- Israël-Palestine :
  - Attentat-suicide palestinien près d'Afoula en Israël, seul le kamikaze est tué.
  - Le premier ministre israélien Ariel Sharon limoge 4 ministres sur cinq du parti religieux ultra-orthodoxe Shass, le cinquième démissionne.
- Au Liban, Jihad Jibril, le fils aîné du chef du FPLP-CG Ahmed Jibril est tué dans un attentat à la voiture piégée à Beyrouth.
- L'indépendance de la République démocratique du Timor oriental est officiellement proclamée. Ce pays devient le 192e État de la planète.

## Mercredi22 mai 2002
- Du 22 au 28 mai, tournée européenne du président américain George W. Bush, en commençant par Berlin.
  - Le 23, il prononce un discours au Bundestag, puis se rend à Moscou.
  - Le 24, signature avec la Russie d'un accord de désarmement nucléaire.
  - Le 25, Visite à Saint-Pétersbourg.
  - Les 26 et 27, visite en France, avec une cérémonie à Sainte-Mère-Église dans la Manche et visite du cimetière américain de Colleville-sur-Mer dans le calvados, puis départ pour Rome.
  - Le 28, participation au Sommet Otan-Russie, et entretien avec le pape Jean-Paul II.
- Le 22 et 23 mai, visite du pape Jean-Paul II à Bakou en Azerbaïdjan.
- Décès à Tirgu-Mures en Roumanie, du cardinal Alexandru Todea à l'âge de 90 ans. Il fut l'ancien archevêque d'Alba Julia et emprisonné, de 1950 à 1964, par le régime de la dictature communiste.
- Robert L. Millis, Marc William Buie, Eugene Chiang, James L. Elliot, Susan D. Kern, David E. Trilling, R. Mark Wagner et Lawrence (Larry) H. Wasserman découvrent le gros (~759 km) objet transneptunien (28978) Ixion.

## Jeudi23 mai 2002
- En France :
  - Un incendie détruit en grande partie l'ambassade d'Israël à Paris. La police privilégie la piste accidentelle.
  - Décès à Paris, du diplomate et écrivain, Pierre de Boisdeffre à l'âge de 75 ans.

## Vendredi24 mai 2002
- Du 24 au 26 mai, visite du pape Jean-Paul II à Sofia en Bulgarie. Le 26, béatification de trois pères assomptionnistes, fusillés en 1925 : Josaphat Chichkov, Kamen Vitchev et Pavel Djidjov.
- Le gynécologue italien Severino Antinori annonce que trois femmes devraient accoucher, entre décembre et janvier, d'enfants conçus selon la technique du clonage.
- Signature au Kremlin d'un accord de désarmement nucléaire entre les États-Unis et la Russie, prévoyant de ramener le nombre d'ogive des deux pays à 1700 et 2200. Une déclaration commune est faite sur une « nouvelle relation stratégique » scellant la collaboration des américains en Asie centrale et au Caucase.

## Samedi25 mai 2002
- du 25 au 28 mai, le gouvernement pakistanais procède à une nouvelle série de trois tirs d'essai de missiles balistiques.

## Dimanche26 mai 2002
- Élection présidentielle en Colombie, remportée dès le premier tour, avec 53 % des voix, par Álvaro Uribe, un dissident du parti libéral, qui axé sa campagne sur la lutte contre la guérilla. Son principal adversaire Horacio serpa a obtenu 32 % des voix.
- En Tunisie, 99,52 % de oui à un référendum constitutionnel autorisant le président Zine el-Abidine Ben Ali à rester au pouvoir pendant encore douze ans.
- Formule 1 : Grand Prix automobile de Monaco.
- Hélio Castroneves gagne la course des 500 miles d'Indianapolis.
- Eminem sort son album The Eminem Show, son plus grand succès commercial

## Lundi27 mai 2002
- Du 27 au 30 mai, la CFDT réunit son 45e congrès à Nantes. Nouveau secrétaire général François Chérèque en remplacement de Nicole Notat.
- Le comportement de la hiérarchie du FBI, est mis en cause par un de ses agents, Coleen Rowley, dans un mémorandum de 13 pages, daté du 21 mai, et publié par le magazine « Time ».
- Attentat-suicide palestinien devant un centre commercial à l'est de Tel-Aviv : 2 Israéliens tués. Tsahal réoccupe la ville autonome de Bethléem.

## Mardi28 mai 2002
- Lors d'un sommet OTAN-Russie, sur la base militaire de Patricia di Mare près de Rome, Le président Vladimir Poutine signe avec 19 autres chefs d'État et de gouvernement de l'Alliance atlantique, la Déclaration de Rome qui donne officiellement naissance au Conseil OTAN-Russie.

## Mercredi29 mai 2002
- Le Conseil d'administration de Vivendi Universal place le PDG Jean-Marie Messier sous surveillance d'un « groupe de travail » supervisé par Marc Viénot et Edgar Bronfman.
- Le 29 et 30 mai, à Rome, sommet des ministres de l'Intérieur de l'Union européenne sur la maîtrise des flux migratoires.
- À Moscou, 9e sommet Union européenne - Russie. Désaccord sur le problème de l'enclave russe de Kaliningrad, lors de l'entrée des Pays baltes dans l'Union européenne en 2004.
- Aux États-Unis, à la suite de la publication du mémorandum d'un de ses agents, le directeur du FBI, fait son mea culpa et présente une réforme des services secrets.

## Jeudi30 mai 2002
- Élections législatives en Algérie reportées à la majorité absolue par la coalition déjà au pouvoir, mais avec une abstention massive, surtout en Kabylie.
- Fin du nettoyage du Ground Zéro (World Trade Center) à New York. 8 mois après les attentats du 11 septembre 2001 qui ont entrainé la chute des prestigieuses tours jumelles.

## Vendredi31 mai 2002
- Lors du match d'ouverture de la Coupe du monde de football à Séoul en Corée du Sud, l'équipe du Sénégal bat l'équipe de France : score 1-0.
- Un astronaute français, Philippe Perrin, fait partie de l'équipage en partance depuis Cap Canaveral en Floride pour la Station spatiale internationale.

## Naissances
- 1er mai : Roan Wilson, footballeur costaricien.
- 2 mai :
  - Thelo Aasgaard, footballeur norvégien.
  - Skelly Alvero, footballeur français.
  - Noah Naujoks, footballeur néerlandais.
- 3 mai : Anosike Ementa, footballeur danois.
- 5 mai : Ishaq Abdulrazak, footballeur nigérian.
- 6 mai : Filip Szymczak, footballeur polonais.
- 8 mai : 
  - Marco Angulo, footballeur équatorien († 11 novembre 2024).
  - Sivert Mannsverk, footballeur norvégien.
- 9 mai : Junior Olaitan, footballeur béninois.
- 10 mai :
  - Musubu Funaki, chanteuse et idole japonaise.
  - Matías Palacios, footballeur argentin.
- 11 mai : Marcus Hannesbo, footballeur danois.
- 14 mai : Kristoffer Lund, footballeur danois.
- 15 mai : David Kruse, footballeur danois.
- 16 mai :
  - Kiliann Sildillia, footballeur français.
  - Ryan Gravenberch, footballeur néerlandais.
- 18 mai :
  - Josh Doig, footballeur écossais.
  - Sontje Hansen, footballeur néerlandais.
  - Alina Zagitova, championne de patinage artistique russe.
- 21 mai, Elena Huelva, militante espagnole pour la lutte contre le cancer († 3 janvier 2023).
- 25 mai, Yang Hyun-jun, footballeur sud-coréen.
- 27 mai : 
  - Filip Rønningen Jørgensen, footballeur norvégien.
  - Gabri Veiga, footballeur espagnol.
- 28 mai : 
  - Gianluca Busio, footballeur américain.
  - Alexander Machado, footballeur uruguayen.
- 29 mai : 
  - Rocco Reitz, footballeur allemand.
  - Kajetan Szmyt, footballeur polonais.
- 31 mai : Nathan Wood, footballeur anglais.

## Décès
- 3 mai : Ievgueni Svetlanov, chef d'orchestre, pianiste et compositeur soviétique puis russe (° 6 septembre 1928).
- 4 mai :
  - François Adam, coureur cycliste belge (° 24 septembre 1911).
  - Eucher Corbeil (° 24 mai 1912).
- 5 mai :
  - Hugo Banzer, homme politique bolivien (° 10 mai 1926).
  - Antoine Riboud, fondateur et ancien président du groupe Danone (° 25 décembre 1918).
- 6 mai : Pim Fortuyn, leader de l'ultra-droite populiste néerlandaise (° 19 février 1948).
- 10 mai : Yves Robert, cinéaste et comédien français (° 1920).
- 20 mai : Stephen Jay Gould, paléontologue américain (° 10 septembre 1941).
- 21 mai : Niki de Saint Phalle, peintre et sculptrice franco-américaine (° 29 octobre 1930).
- 22 mai : Alexandru Todea, cardinal roumain (° 5 juin 1912).
- 26 mai : Michel Jobert, homme politique français (° 1921).
- 27 mai : Vitali Solomine, acteur soviétique (° 12 décembre 1941).
- 30 mai : Jean-Denis Malclès, peintre, affichiste et décorateur français (° 15 janvier 1912).